# Евсеева, Екатерина Юрьевна
Екатерина Юрьевна Евсеева (род. 22 июня 1988) — казахстанская легкоатлетка, специализирующаяся в прыжках в высоту, мастер спорта Республики Казахстан международного класса. Участница Олимпийских игр 2008 года.

## Биография
Бронзовый призер чемпионатов мира среди юниоров (Марракеш-2005 и Пекин-2006).
Призёр чемпионатов Азии, Азиатских игр, Универсиады. Чемпионка Казахстана 2008 года.
На Олимпиаде-2008 в Пекине с результатом 1,85 м завершила соревнования 28-й.
22 мая 2008 года в Ташкенте прыгнула на 1,98 м, установив рекорд Азии. 13 июля 2009 года его поревзошла другая казахстанская спортсменка — Марина Аитова.

## Личные рекорды
- на открытом воздухе — 1,98 м (22.05.2008, Ташкент  Узбекистан)
- в помещении — 1,95 м (26.01.2008, Караганда  Казахстан)